# Lycia parallelaria
Lycia parallelaria là một loài bướm đêm trong họ Geometridae.